# Buchhaus (Geistthal)

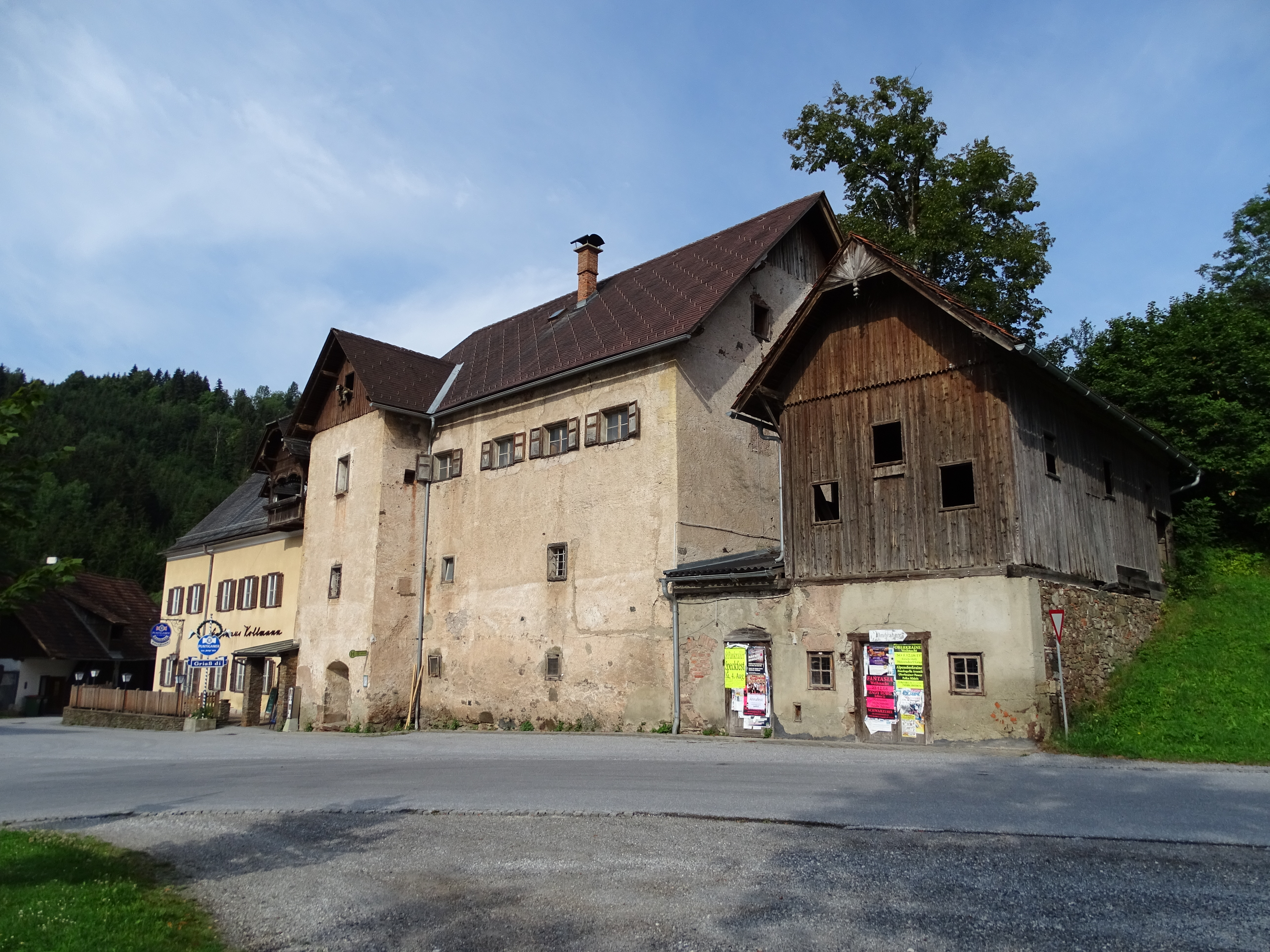
Sog. Buchhaus, ehem. Amtshaus des Stiftes Rein, im Juli 2018

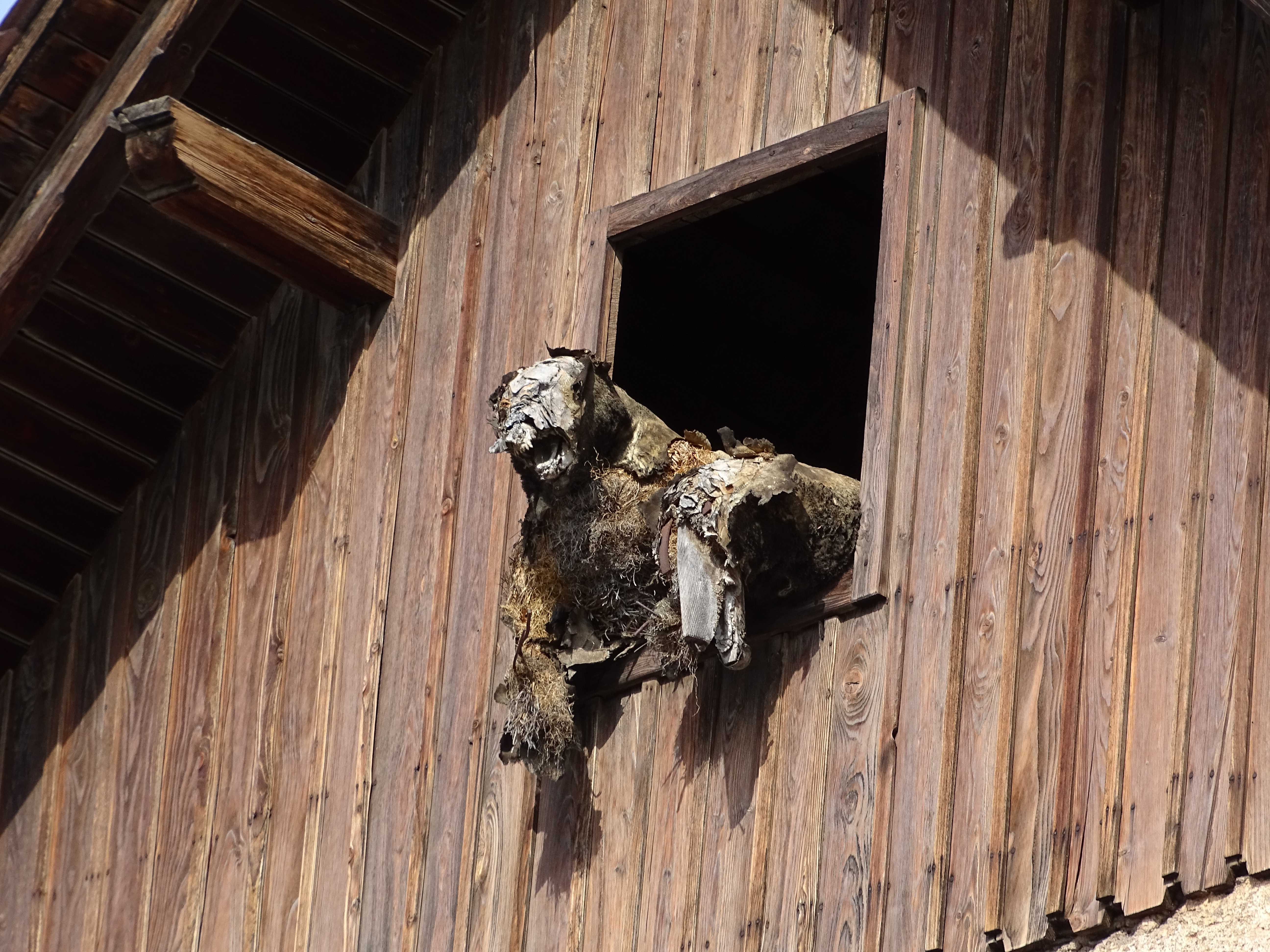
Die zwei präparierten Braunbären, die aus einem Fenster des Obergeschoßes schauen

Das Buchhaus in der Gemeinde Geistthal-Södingberg in der Steiermark (Geistthal Nr. 7) war ein Amtshaus des Stiftes Rein. Seine Geschichte führt bis in die erste Hälfte des 16. Jahrhunderts zurück. Teile dieses Gebäudes werden heute als Gasthaus (Gh. Kollmann) genutzt.

## Geschichte
Das Buchhaus wurde laut Dehio auf das Jahr 1538 datiert. Im Jahr 2001 fanden archäologische Untersuchungen im Buchhaus statt. Der Bauforscher Markus Zechner stellte bei seinen Untersuchungen fest, dass das Gebäude vermutlich älter ist. Es diente ursprünglich als Gerichts- und Verwaltungsgebäude. Zwischen 1686 und 1688 fanden z. B. mehrere Hexenprozesse statt.

## Beschreibung
Ein Keichn genannter, schmaler, gewölbter Raum soll früher als Gefängnis gedient haben. Ein im Frühjahr 2001 freigelegter, in den Felsen gehauener Raum im Keller diente als Brunnenhaus.
Am Treppenaufgang im ersten Obergeschoß befinden sich zwei Säulen. An einer der Säulen aus dem Anfang des 17. Jahrhunderts ist die Fabel vom Fuchs und den Weintrauben dargestellt. Eine holzgetäfelte Renaissance-Stube aus dem Jahr 1596 befand sich bis um 1900 im Buchhaus. Sie wurde in die Außenstelle des Landesmuseum Joanneum in Stainz transferiert.
Im Inneren des Buchhauses findet man eine von Balthasar Prandtstätter im zweiten Viertel des 18. Jahrhunderts geschaffene, barocke Skulptur der heiligen Kümmernis am Kreuz, welche ursprünglich an einer Linde vor dem Gebäude befestigt war. Vor dieser Statue soll früher eine Statue eines Geigers gestanden sein, welche jedoch gestohlen wurde. Weiters findet man zwei präparierte Braunbären an einem der Fenster im Obergeschoß, welche aus der Zeit Erzherzog Johanns stammen.

## Sage
Um die Skulpturen der heiligen Kümmernis und des Geigers rankt sich eine Sageː Früher soll das Buchhaus eine Burg gewesen sein, welche im Besitz eines grausamen Heiden war, während seine Tochter heimlich zum Christentum konvertierte. Ihr Vater wollte sie mit einem heidnischen Nachbarn verheiraten, wogegen sie sich wehrte, da sie die Frau Christi werden wollte. Als ihr Vater sie zur Heirat zwingen wollte, floh sie in den Wald. Dort bat sie Gott um Hilfe, so dass sie keinen Mann mehr nehmen müsse. Gott erhörte sie, und ihr wuchs über Nacht ein Bart. Als die Jungfrau schließlich von ihrem Vater gefunden wurde, war jener so voller Zorn, dass er sie kreuzigen ließ. Als er später seine Tat bereute, ließ er eine fast lebensgroße Figur der Tochter anfertigen und an einer Linde vor der Burg anbringen. Vom Volk wurde sie als Heilige verehrt, da bei ihrem Tod und auch danach Wunder geschahen.
Eines Tages kam ein armer Spielmann nach Geistthal, welcher, nachdem er nirgendwo eingelassen worden war, vor der Figur niederkniete, ihr Lieder vorspielte und sie um Hilfe bat. Die Figur neigte ihr Haupt und ließ einen ihrer goldenen Schuhe fallen. Der Spielmann nahm den Schuh und verkaufte ihn. Er wurde aber verhaftet, da er beschuldigt wurde, den Schuh gestohlen zu haben. Er wurde zum Tode verurteilt, bat aber, noch einmal vor der Statue spielen zu dürfen. Dieser Wunsch wurde ihm gewährt, und während er spielte, ließ die Statue auch ihren zweiten Schuh fallen. Das Volk erkannte damit die Unschuld des Geigers. Er wurde sofort freigesprochen.